# Imbra
A Imbra S.A. foi uma empresa líder em número de clínicas odontológicas instaladas no Brasil. Presente no mercado desde 2006 – quando teve sua primeira clínica inaugurada, a empresa cresceu rapidamente, contando com 20 unidades espalhadas por todo o país, até ter sua falência requerida, em outubro de 2010.

## Falência
Em junho de 2010, a controladora da rede, GP Investimentos, após aferir prejuízos na ordem de US$ 140 milhões, vendeu a cadeia de clínicas por simbólico US$ 1. Três meses depois, a Imbra pediu à Justiça sua falência. 